# Abbadia Cerreto
Abbadia Cerreto – miejscowość i gmina we Włoszech, w regionie Lombardia, w prowincji Lodi.
Według danych na rok 2004 gminę zamieszkiwało 276 osób, 46 os./km².